# آرتمیس (دهانه)
آرتمیس یک دهانه برخوردی در ماه است.